# Tarlac
Tarlac là một tỉnh nội địa của Philippines trên đảo chính Luzon. Thủ phủ là thành phố Tarlac. Tarlac giáp với Pampanga ớ phía nam, Nueva Ecijia ở phía đông, Pangasinan ở phía bắc và Zambales ở phía tây. Tỉnh là một phần của vùng Trung Luzon.

## Nhân khẩu
Theo thóng kê năm 2000, tỉnh có 1.068.783 người, mật độ là 350 người/km². Tiếng Kapampangan được sử dụng bởi hơn một nửa dân số, tiếp đến là tiếng Ilocano. Tiếng Tagalog cũng được hiểu rộng rãi.

## Kinh tế
Kinh tế Tarlac chủ yếu phụ thuộc vào nông nghiệp, các nông sản chính là lúa gạo và mía đường. Vì tỉnh không giáp biển nên nghề thủy sản khá hạn chế

## Địa lý
Miền đông Tarlac là bồn địa trong khi miền tây là vùng đồi núi. Vì vậy, tỉnh có một số ngọn núi cao như: Telakawa, Bueno, Dueg, Maasin.

## Hành chính
Tỉnh được chia thành 1 thành phố tỉnh lỵ Tarlac và 17 đô thị tự trị:
| - Anao - Bamban - Camiling - Capas - Concepcion - Gerona - La Paz - Mayantoc - Moncada | - Panuiqui - Pura - Ramos - San Clemente - San Jose - San Miguel - Santa Ignacia - Victoria |